# Paul Duplessis de Pouzilhac
 (septembre 2024).
Si vous disposez d'ouvrages ou d'articles de référence ou si vous connaissez des sites web de qualité traitant du thème abordé ici, merci de compléter l'article en donnant les références utiles à sa vérifiabilité et en les liant à la section « Notes et références ».
Paul Duplessis de Pouzilhac, né le 27 août 1882 à Narbonne où il est mort le 17 septembre 1958, est un médecin, écrivain et journaliste français du début du XXe siècle. En parallèle de son activité médicale à Narbonne, il est le fondateur et l'éditeur de la revue d'art Septimanie.

## Biographie
Paul Duplessis de Pouzilhac est né à Narbonne le 27 août 1882. Il est le fils de Marie Antoine Albert Duplessis de Pouzilhac (1845-1924) et d'Elisabeth Marie Céleste Joullie (1855-1911).
Dans sa biographie publiée dans la Revue Histoire des sciences médicales, Étienne Boudey rapporte qu'il se distingua en philosophie pendant ses études secondaire, avant de poursuivre ses études de médecine à Montpellier. Pendant la Première Guerre mondiale, il sert dans la 16e section d'infirmiers militaires à Perpignan, à l'Hôpital complémentaire n°40 puis au 322e régiment territorial d'infanterie.
Lors des élections législatives partielles de 1929 à Narbonne qui font suite au décès d'Yvan Pélissier, il se présente sous l'étiquette socialiste indépendant face à Léon Blum qui remporte le siège de député.
Il était l'ami de Paul Voivenel, neuropsychiatre et écrivain toulousain, contributeur régulier de la revue Septimanie sous le pseudonyme Campagnou.
Il fonde en 1923 la revue d'art Septimanie qu'il dirige pendant 20 ans et collabore régulièrement au journal L'indépendant.
L'Indépendant rapporte dans un article consacré à l'ancien cimetière de Narbonne que l'homme de lettres et fondateur de la revue Septimanie, était aussi le médecin de Charles Trenet.
Il meurt le 17 septembre 1958.

## Œuvres
- Les Goncourt et la Médecine (1910) - thèse de doctorat en médecine
- Les heures tristes (1910)
- Les enjôlées (1911)
- Les Vierges qui tuent (1912)
- Les Mouettes aux croix rouges (1916)
- L'aile blanche (1917)
- La Fâcheuse Aventure du verrier de l'enlumineur et de la gargouille (1921)
- Sigma (1921)
- La Poignante agonie (1924)
- Toubib sous l'orage, une aventure (1939)
- La cathédrale hantée (1953)
- Le poète et romancier Henri Cacho, biographie (1953)

## Distinctions
- Membre de l'Académie des sciences et lettres de Montpellier (élu en 1937, section Médecine, siège 26)[5]